# Bernardino Caballero
Bernardino Caballero Melgarejo (Ybycuí, 20 de mayo de 1839-Asunción, 26 de febrero de 1912) fue un político y militar paraguayo. Durante el periodo de 1880 a 1882, fue presidente provisional de la República del Paraguay, y luego como 9.º presidente (1882-1886). Fue fundador del Partido Colorado del cual también fue presidente hasta su fallecimiento.

## Biografía
Fue hijo de José Ramón Caballero de Añasco y de Melchora Melgarejo y Genes. Era descendiente de varios colonizadores españoles como Domingo Martínez de Irala, Alonso Riquelme de Guzmán, Juan Torres de Vera y Aragón, Martin Suárez de Toledo y Mencía Calderón y también de una de las hermanas de Roque González de Santacruz, llamada María y de Juana, una de las hermanas del conquistador Ruy Díaz de Melgarejo. 
No tuvo oportunidad de seguir estudios reseñables. Se incorporó muy joven al Ejército Paraguayo, y en diciembre de 1864, como sargento de la Caballería, actuó en la triunfal campaña de Mato Grosso, interviniendo en casi todas las acciones de la guerra grande, mereciendo sucesivos ascensos por méritos excepcionales. Era conocido como el «Centauro de Ybycuí» debido a su destreza sobre el caballo.

## Actuación en la guerra

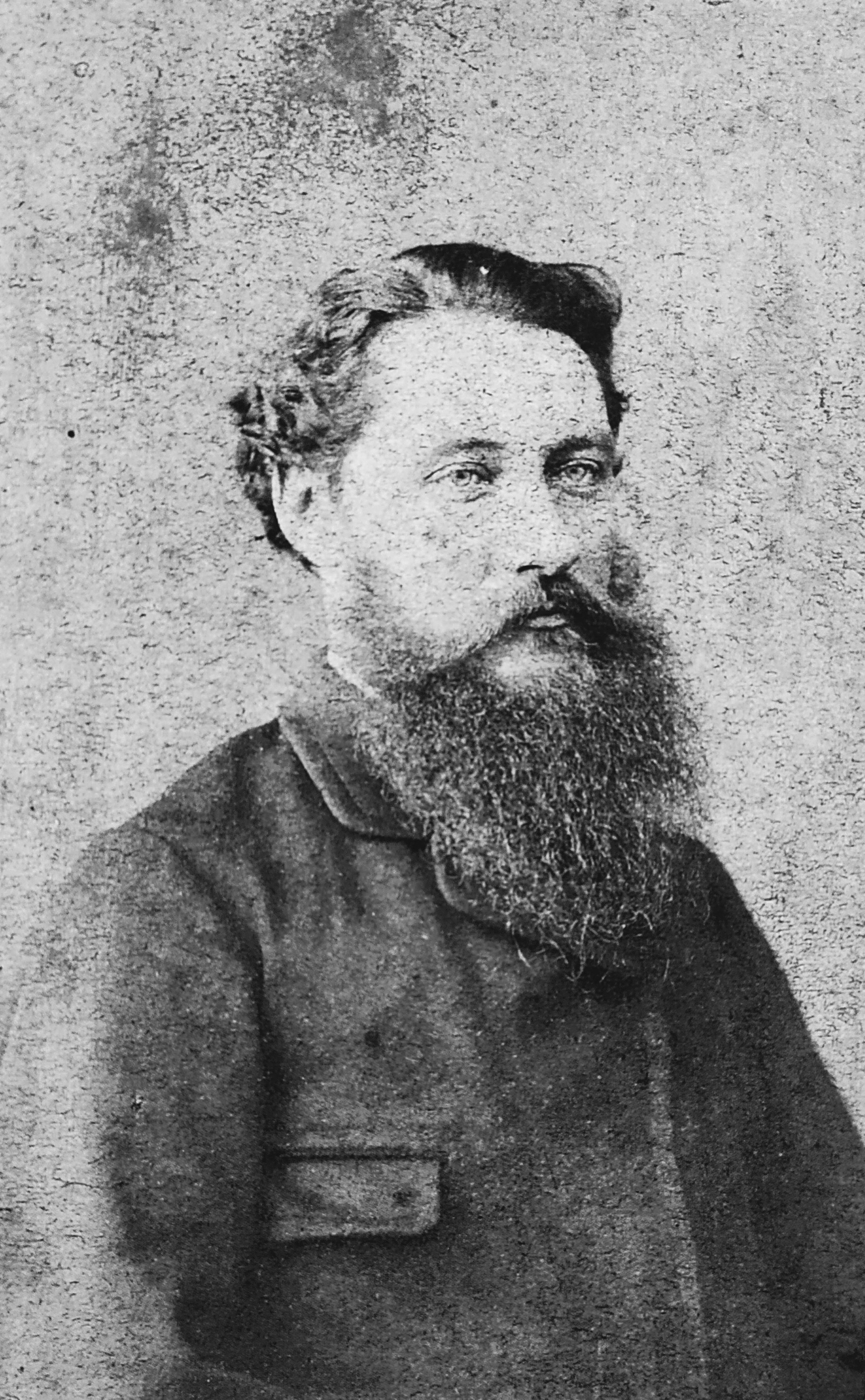
Gral. Bernardino Caballero. 1870

Al comenzar la guerra de la Triple Alianza en 1864, tenía el rango de alférez y ayudante del Mariscal Francisco Solano López en Humaitá. A raíz de su actuación en la batalla de Estero Bellaco, el 2 de mayo de 1866, obtuvo el ascenso a teniente y la condecoración de la Estrella de la Orden al Mérito. En Boquerón y Sauce, el 16 y 18 de julio de 1866, ya era capitán y en la batalla de Curupayty, —el 22 de septiembre—, comandó la Caballería.
A principios de 1867, fue ascendido a sargento mayor y nombrado jefe de la Caballería fuera del recinto de Humaitá. El 3 y el 21 de octubre, tuvo brillante desempeño en el combate de Isla Tayí y en la batalla de Tatayibá, recibiendo sus despachos de teniente coronel y la Medalla de Tatayibá. El 3 de noviembre de 1867, comandó una división del Ejército en la segunda batalla de Tuyutí y obtuvo otra condecoración y el ascenso a coronel.
El 24 de julio de 1868, recibió sus despachos de general de brigada. Participó en la campaña de Pikysyry y en las batallas de Ytororó, Abay, Itá Ybaté y Lomas Valentinas. El 24 de febrero de 1870, le fue conferida la Medalla de Amambay.
El 8 de febrero y el 16 de agosto de 1869, actuó en Picada Diarte y la batalla de Acosta Ñu, respectivamente, y fue ascendido a general de división en San Estanislao. 
Al producirse el combate de Cerro Corá, en que murió el presidente López, Caballero estaba alejado del grueso del Ejército Paraguayo, al frente de una división que buscaba ganado para alimentos. Fue tomado por sorpresa, ocho días más tarde por una división brasileña junto al río Apa, y se rindió cuando se le informó de la muerte de López y quedó prisionero con varios oficiales llevados al Brasil. Varios meses después, el 16 de diciembre de 1870, el general Bernardino Caballero es liberado y regresa de Río de Janeiro, Brasil. Este hecho poco conocido, fue la última acción de la guerra de la Triple Alianza, aunque de hecho la misma ya había terminado con la muerte del presidente.

## Posguerra, trayectoria política y presidencia (1880-1886)
Fue comandante general de Armas y ministro de Guerra y Marina. Encabezó la revolución de 1873 y de 1874, asumiendo el 16 de febrero de ese año la Cartera del Interior en el Gabinete de Jovellanos.
Desempeñando después tareas ministeriales como ministro de Marina y Guerra, de Interior, de Justicia y de Instrucción Pública,

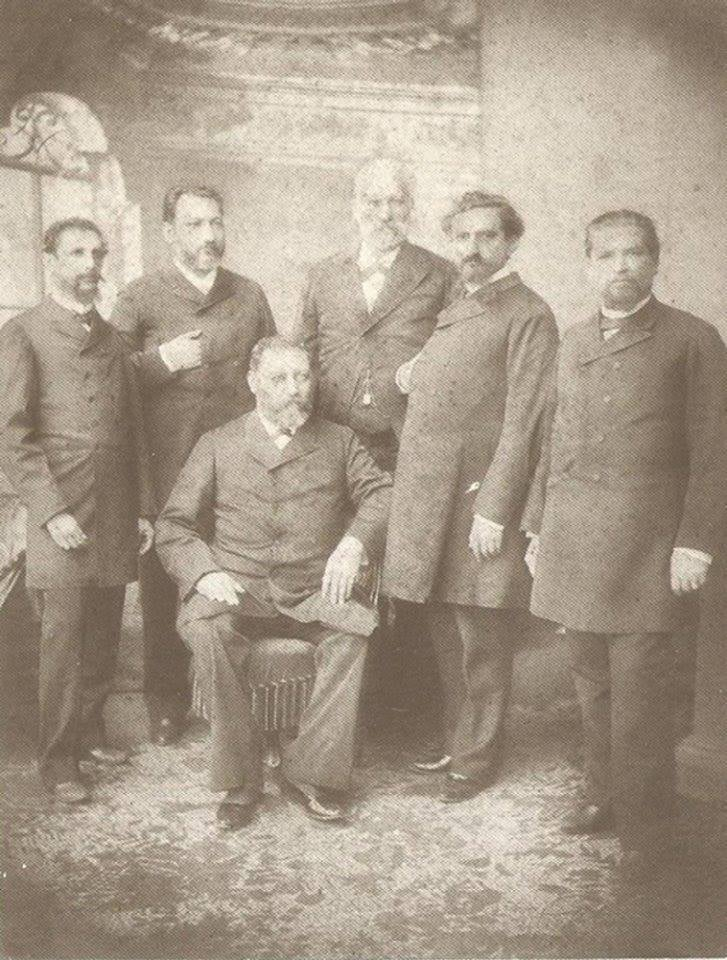
Gabinete presidencial de Bernardino Caballero(1880 - 1886). en la foto se muestran Agustín Cañete, ministro de Hacienda; Juan Alberto Meza, ministro del Interior; Gral. Pedro Duarte, ministro de Guerra y Marina; José Segundo Decoud, ministro de Relaciones Exteriores; y Juan G. González, ministro de Justicia, Culto e Instrucción Pública.

Elegido por el Congreso como presidente provisional en 1880, luego de la muerte del presidente Cándido Bareiro y tras habérsele impedido asumir el mando al vicepresidente Adolfo Saguier, con un golpe de Estado, es elegido presidente constitucional durante el período 1882/86.
Su obra coincidió con el duro período de posguerra y fue de gran trascendencia. Fueron creados el «Registro Civil de las Personas», el «Departamento de Inmigración», la «Escribanía Civil de los Pobres», la «Junta Central de Agricultura», la «Junta de Crédito Público», y la «Oficina de Estadísticas».
Continuó con los proyectos de migración fomentados por el expresidente Cándido Bareiro, generalmente de origen alemán. Reactivó la producción nacional; la industria maderera, la del tanino, la de yerbamate y la ganadería; creó fuentes de ingresos para el fisco en concepto de impuestos, aunque también originó el latifundio, pues grandes extensiones de terreno que pasaron a manos de capitalistas extranjeros. Este hecho generó irritaciones entre los discrepantes por adoptar algunas posturas que obedecían al Imperio del Brasil.
El desarrollo de la cultura fue destacado; como ministro del ramo patrocinó la creación de numerosas escuelas, especialmente importantes la de Derecho, que fue la primera de nivel universitario, y el «Ateneo Paraguayo». Durante su mandato Uruguay condonó la deuda externa con aquel país y devolvió los trofeos de guerra.

### Actividad política posterior
Con José Segundo Decoud  fundó el 11 de septiembre de 1887 el Partido Nacional Republicano (Partido Colorado); dos meses después de fundarse el otro partido político existente: Centro Democrático, (hoy llamado Partido Liberal Radical Auténtico).

## Muerte
Falleció el 26 de febrero de 1912, y sus restos descansan en el Panteón Nacional de los Héroes.
Dejó una numerosa descendencia. De su matrimonio con Concepción Díaz de Bedoya: Ramón Caballero de Bedoya (un diplomático paraguayo en Europa por muchos años); de su unión con Julia Álvarez: Francisco Caballero Álvarez (militar y ministro de Guerra y Marina), y embajador del Paraguay ante el Reino Unido; y Rigoberto Caballero, (político de larga trayectoria), entre otros.

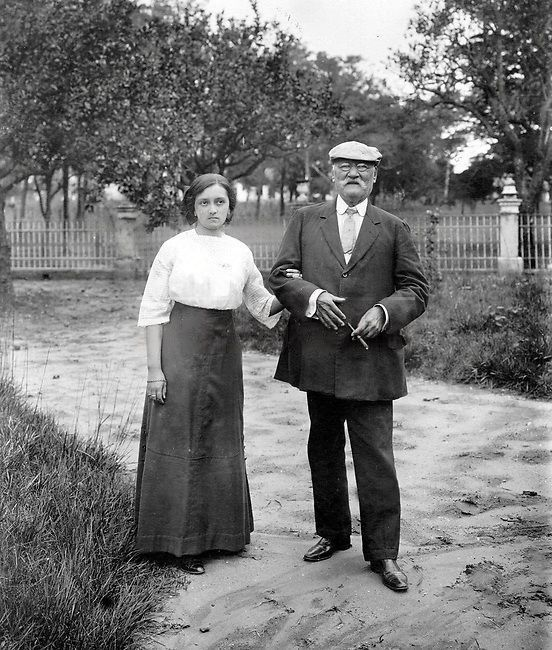
Fotografía de Bernardino Caballero con su hija, Saturnina.